# رزماری کندی
رز ماری " رزماری " کندی (انگلیسی: Rosemary Kennedy; ۱۳ سپتامبر ۱۹۱۸ – ۷ ژانویهٔ ۲۰۰۵) بزرگترین دختر جوزف پی کندی پدر و رز فیتزجرالد کندی بود. او خواهر رئیس‌جمهور جان اف کندی و سناتورهای رابرت اف و تد کندی بود.
رزماری کندی در اوایل سال‌های جوانی، تشنج‌ها و تغییرات خلقی شدیدی را تجربه کرد که منجر به خشونت‌های مقطعی می‌شود. برای حل این مسئله پدرش در سال ۱۹۴۱ هنگامی که او ۲۳ ساله بود، برای او لوبوتومی پره پیشانی ترتیب داد. که در پی این عمل جراحی او برای همیشه ناتوان شد و قدرت صحبت به صورت مفهوم را از دست داد.
رزماری کندی بیشتر بقیه عمر خود را در سنت کولتا، مؤسسه ای در جفرسون، ویسکانسین، گذراند. حقیقت در مورد موقعیت و محل نگهداری او برای چندین دهه مخفی نگه داشته شد.

## لوبوتومی
به گفته یونیس کندی شرایور خواهر رزماری، زمانی که رزماری در سال ۱۹۴۰ از بریتانیا به ایالات متحده بازگشت، اوضاع او پسرفت کرد. شرایور بعدها اظهار داشت که رزماری در سن ۲۲ سالگی «فردی به‌طور فزاینده تحریک پذیر و دشوار» شده بود. رزماری اغلب دچار تشنج می‌شد پس از آن دچار عصبانیت‌های شدیدی می‌شد که منجر به برخورد فیزیکی و آسیب زدن به بقیه می‌شود.
رزماری پس از اخراج از یک کمپ تابستانی در غرب ماساچوست و تنها چند ماه اقامت در مدرسه شبانه‌روزی فیلادلفیا، به مدرسه صومعه ای در واشینگتن دی سی فرستاده شده. رزماری شبانه شروع به فرار مخفیانه از مدرسه صومعه کرد. راهبه‌های صومعه فکر می‌کردند رزماری ممکن است شروع به رابطه جنسی با دیگران بکند و ممکن است به یک بیماری مقاربتی مبتلا شود یا باردار شود. رفتار گهگاه نامنظم او والدینش را ناامید می‌کرد. پدرش به ویژه نگران بود که رفتار رزماری باعث شرمساری و شرمساری خانواده و آسیب رساندن به حرفه سیاسی او و فرزندانش شود.
زمانی که رزماری ۲۳ ساله بود، پزشکان به پدرش گفتند که نوعی جراحی روانی که به عنوان لوبوتومی شناخته می‌شود، به آرام کردن نوسانات خلقی او و توقف طغیان‌های خشونت‌آمیز گاه به گاه او کمک می‌کند و احتمال درمان وجود دارد. جوزف کندی تصمیم گرفت که رزماری باید لوبوتومی کند. با این حال، او همسرش را از این تصمیم تا زمان تکمیل مراحل مطلع نکرد. این عمل در نوامبر ۱۹۴۱ انجام شد.
دکتر واتس به کسلر گفت که از نظر او رزماری نه از عقب ماندگی ذهنی بلکه از نوعی افسردگی رنج می‌برد. بررسی تمام مقالات نوشته شده توسط دو پزشک، اظهارات دکتر واتس را تأیید کرد. همه بیمارانی که دو پزشک آنها را لوبوتومی کردند به نوعی اختلال روانی مبتلا بودند. دکتر برترام اس. براون، مدیر مؤسسه ملی سلامت روان که قبلاً دستیار پرزیدنت کندی بود، به کسلر گفت که جو کندی از دخترش رزماری به‌عنوان یک عقب‌مانده ذهنی یاد می‌کند تا یک بیمار ذهنی.
به سرعت مشخص شد که این روش موفقیت‌آمیز نبوده‌است. ظرفیت و توان ذهنی کندی به اندازه یک کودک دو ساله کاهش یافت. او نمی‌توانست به‌طور قابل فهم راه برود یا صحبت کند و دچار بی‌اختیار ادرار بود.

### عواقب
پس از لوبوتومی، رزماری بلافاصله بستری شد. او ابتدا برای چندین سال در کریگ هاوس، یک بیمارستان روانپزشکی خصوصی در ۹۰ دقیقه شمال شهر نیویورک زندگی کرد. در سال ۱۹۴۹، او به جفرسون، ویسکانسین نقل مکان کرد، جایی که تا پایان عمرش در محوطه مدرسه کودکان استثنایی سنت کولتا (که قبلاً به عنوان «مؤسسه سنت کولتا برای جوانان عقب مانده» شناخته می‌شد) زندگی کرد. دو راهبه کاتولیک، خواهر مارگارت آن و خواهر لئونا، به همراه یک دانش آموز و یک زن که سه شب در هفته با رزماری روی سرامیک کار می‌کردند، مراقبت از او را انجام می‌دادند. رزماری ماشینی داشت که می‌توانست او را سوار کند و سگی هم داشت که می‌توانست پیاده‌روی کند.
والدین رزماری در پاسخ به وضعیت او، او را از خانواده اش جدا کردند. رز کندی به مدت ۲۰ سال به ملاقات او نرفت. جوزف پی کندی پدر دخترش را در مؤسسه درمانی ملاقات نکرد. در کتاب رزماری: دختر پنهان کندی، نویسنده کیت کلیفورد لارسون اظهار داشت که لوبوتومی رزماری به مدت ۲۰ سال از خانواده پنهان بود. هیچ‌یک از خواهر و برادرهایش از محل نگهداری او خبر نداشتند. در حالی که برادر بزرگترش جان در سال ۱۹۵۸ برای انتخاب مجدد برای مجلس سنا مبارزات انتخاباتی داشت، خانواده کندی غیبت او را با ادعای منزوی بودن او توضیح دادند. خانواده کندی به‌طور علنی غیبت او را تا سال ۱۹۶۱ و پس از انتخاب جان به عنوان رئیس‌جمهور توضیح ندادند. کندی‌ها فاش نکردند که او به دلیل لوبوتومی ناموفق بستری شده‌است، اما در عوض گفتند که او «عقب مانده ذهنی» در نظر گرفته شده‌است.

## زندگی بعدی
رزماری کندی به دلایل طبیعی در ۷ ژانویه ۲۰۰۵، در سن ۸۶ سالگی، در بیمارستان فورت اتکینسون مموریال در فورت اتکینسون، ویسکانسین درحالیکه خواهر و برادرش (خواهران جین، یونیس، و پاتریشیا و برادر تد) در کنار او بودند درگذشت. او در کنار پدر و مادرش در قبرستان مقدس در بروکلین، ماساچوست به خاک سپرده شد.